# Emilio Pérez-Casas
Emilio Homero Pérez-Casas Beltrán (Chihuahua, Chih., 13 de octubre de 1935 - Ciudad de México, 19 de septiembre de 2015) fue un pianista, director y compositor mexicano.

## Biografía
Inició sus estudios de música a muy temprana edad. Ingresó al Conservatorio Nacional de Música, en donde aprendió piano, composición, dirección orquestal, canto, armonía, idiomas, etc.
Algunos de sus maestros fueron Blas Galindo, Carlos Jiménez Mabarak, María Bonilla, Rodolfo Halffter, Angélica Morales von Sauer, entre otros.
La Secretaría de Educación Pública le hizo acreedor al Premio Chopin en el año de 1965.
Estrenó música escrita por María Otálora de López Mateos en el Palacio de Bellas Artes en 1968.
Como solista llegó a ofrecer 1, 500 conciertos.
Llegó a dirigir a Pepita Embil, Plácido Domingo (padre), Ernestina Garfias, Enrique Alonso, Angélica María, entre otros, en producciones de Zarzuela y Opereta.
Personalidades como el tenor Fernando de la Mora, el bajo Omar Nieto, Maribel Salazar, Roberto Esquivelzeta, Claudia Rodríguez, Cristian Castro, Lola Beltrán, Eugenia León,  Angélica Vale, Alberto Ángel "El Cuervo", entre otros, pasaron por su aula de canto.
Su obra comprende una ópera titulada "Las Tres Fábulas", que es para público infantil, así como música sacra, entre otras.
Hizo arreglos para la película "El pequeño ladronzuelo" de Disney, para cine, en "Las pasiones de Sor Juana" de René Cardona Jr. Fue miembro del Consejo Nacional de Sabios y del Instituto Mexicano de Ciencias y Humanidades.